# Bronopol
Bronopol – syntetyczny związek organiczny, biocyd o wyraźnych właściwościach przeciwbakteryjnych stosowany jako konserwant środków kosmetycznych (szampony, kremy) oraz preparaty toaletowe (płyny do mycia naczyń).